# Ostrołęka-Stacja
Ostrołęka-Stacja – część miasta Ostrołęka w Polsce położona w województwie mazowieckim.
Dawniej osada kolejowa.

## Historia
W latach 1921–1936 wieś leżała w województwie białostockim, w powiecie ostrołęckim, w gminie Rzekuń.
Według Powszechnego Spisu Ludności z 1921 roku wieś zamieszkiwało 1.322 osoby, 1.135 było wyznania rzymskokatolickiego, 28 prawosławnego, 11 ewangelickiego, 1 greckokatolickiego a 147 mojżeszowego. Jednocześnie 1.267 mieszkańców zadeklarowało polską przynależność narodową, 53 żydowską a 2 rosyjską. Było tu 187 budynków mieszkalnych. Miejscowość należała do parafii rzymskokatolickiej w Rzekuniu i prawosławnej w Białymstoku. Podlegała pod Sąd Grodzki w Ostrołęce i Okręgowy w Łomży; właściwy urząd pocztowy Ostrołęka 2 (dworzec kolejowy).
W 1936 dokonano zmian granic Ostrołęki włączając Ostrołękę-Stację w granice miasta.